# Callipappus australis
Callipappus australis är en insektsart som först beskrevs av William Miles Maskell 1890.  Callipappus australis ingår i släktet Callipappus och familjen pärlsköldlöss. Inga underarter finns listade i Catalogue of Life.